# Inchmickery
Inchmickery è una piccola isola situata nel Firth of Forth in Scozia. Si trova a circa 3,2 km a nord di Edimburgo.

## Descrizione

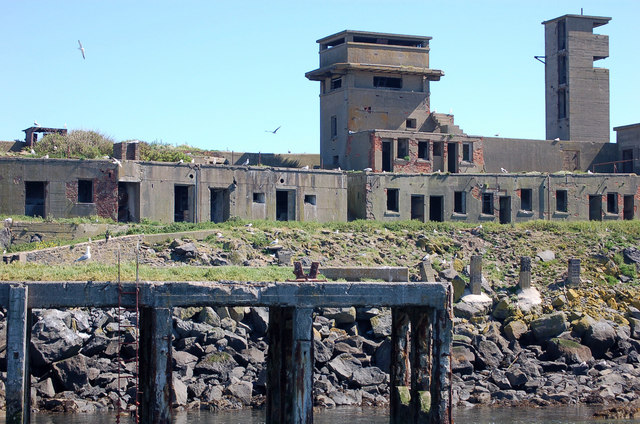
Vista degli insediamenti presenti sull'isola

Il suo nome deriva dal gaelico scozzese Innis nam Biocaire che significa Isola dei Vicari.
L'isola misura dimensionalmente 100 metri di larghezza per 200 metri di lunghezza. Durante la prima e la seconda guerra mondiale l'isola fu usata come postazione di armi. Gli edifici in cemento fanno assomigliare l'isola da lontano come una nave da guerra. Sebbene l'isola sia ora disabitata, gran parte di questa sovrastruttura in cemento è intatta.
Su quest'isola è ambientata a conclusione del romanzo di Iain Banks del 1993 Complicity, e l'adattamento cinematografico del romanzo lo ha usato come location.
L'isola è ora una riserva RSPB, ed è sede di vari nidificazioni di molte specie quali edredoni comuni, beccapesci e gabbiani.
Inchmeryery era precedentemente noto per la presenza di ostriche.